# Filtru Christiansen
Filtrul Christiansen este un filtru monocromatic care funcționează pe baza dispersiei diferite a solidelor și lichidelor. Principiul acestui filtru este efectul Christiansen, numit astfel în onoarea fizicianului danez Christian Christiansen care a observat pentru prima dată fenomenul în 1884. Filtrele Christiansen erau folosite frecvent înainte de apariția filtrelor monocromatice cu filme subțiri, mai cu seamă înainte de al Doilea Război Mondial. În afară de combinațiile lichid+solid se mai folosesc uneori și combinații lichid+lichid sau chiar solid+solid. Contribuții însemnate în explicarea fenomenului a avut fizicianul indian C. V. Raman, deținător al Premiului Nobel.

## Descriere
Un filtru Christiansen se compune dintr-un vas cu pereți transparenți și în general plan-paraleli care conține un lichid transparent. În lichid se introduce o pulbere a unui solid transparent care la o anumită lungime de undă are același indice de refracție ca și lichidul. La acea lungime de undă lumina trece neperturbată prin amestec, în timp ce la toate celelalte lungimi de undă va fi împrăștiată --- în particular în locurile unde trecerea dintr-un mediu transparent în altul se face la incidență razantă --- astfel încît filtrul transmite numai o bandă îngustă de lungimi de undă. Efectul Christiansen este surprinzător avînd în vedere că din două substanțe incolore și transparente se obține un amestec cu o culoare vie, de o puritate spectrală deosebită.
La baza filtrului stă proprietatea lichidelor de a avea o dispersie (variația dn/dλ a indicelui de refracție cu lungimea de undă) în general cu unul sau două ordine de mărime mai mare decît solidele, ceea ce face ca filtrul să fie relativ eficient. Una dintre combinațiile cele mai frecvente este cea folosită și de Christiansen în experimentele sale: granule de sticlă într-o soluție de benzen și disulfură de carbon (CS2). O altă formulă este de a introduce granulele de sticlă în salicilat de metil amestecat cu etanol. Modificînd proporția dintre lichide se poate ajusta lungimea de undă a filtrului. De asemenea o ajustare fină se poate realiza prin modificarea temperaturii amestecului.

## Dezavantaje
Principala problemă a filtrelor Christiansen este faptul că pulberea sau granulele au aproape întotdeauna variații de indice de refracție, contaminări ale suprafeței și birefringență datorată tensiunilor mecanice interne. Lordul Rayleigh a rezolvat parțial această deficiență prin mărunțirea pulberii de sticlă folosind un mojar și un pistil de fier, înlăturarea resturilor de fier cu acid clorhidric, spălarea pulberii de sticlă și topirea superficială a acesteia. Chiar și așa variația indicelui de refracție al granulelor de sticlă nu a putut fi anulată complet.
În schimb este posibilă folosirea unui amestec eterogen de două lichide nemiscibile care au același indice de refracție la o anumită lungime de undă dar dispersii diferite; prin amestecare unul din lichide formează mici picături sferice în volumul celuilalt. Întrucît densitatea celor două lichide este diferită efectul Christiansen fie se observă numai la zona de întrepătrundere a lichidelor, fie se poate extinde la întregul volum prin amestecare continuă. Un astfel de amestec este cel între terebentină și glicerină, care la temperatura camerei produce un filtru albastru, iar prin încălzire în baie de apă caldă devine verde. Această combinație de lichide are însă dezavantajul că prin încălzire există riscul de explozie a terebentinei.